# Campionato brasiliano di rugby a 15 2011
Il Campionato Brasiliano di Rugby 2011 (Campeonato Brasileiro de Rugby de 2011) o Super 10 è stata una competizione promossa dalla CBRu (Confederação Brasileira de Rugby) a partire da questa edizione vide per la prima volta la partecipazione di dieci squadre.

## Squadre Partecipanti
| Squadra      | Città               | Stato             |
| ------------ | ------------------- | ----------------- |
| Bandeirantes | San Paolo           | San Paolo         |
| Curitiba     | Curitiba            | Paraná            |
| Desterro     | Florianópolis       | Santa Catarina    |
| Farrapos     | Bento Gonçalves     | Rio Grande do Sul |
| BH Rugby     | Belo Horizonte      | Minas Gerais      |
| Niterói      | Niterói             | Rio de Janeiro    |
| Pasteur      | San Paolo           | San Paolo         |
| Rio Branco   | San Paolo           | San Paolo         |
| São José     | São José dos Campos | San Paolo         |
| SPAC         | San Paolo           | San Paolo         |

La squadra Federal Rugby Club, che aveva ottenuto la promozione al Super 10 raggiungendo la finale dell'ultima Coppa del Brasile, è stata esclusa dal torneo per mancato rispetto degli obblighi di iscrizione. Al suo posto viene ammesso il Belo Horizonte Rugby Club.

## Formula del torneo
Nel turno eliminatorio le squadre furono divise in due gruppi (Giallo e Verde) si disputarono un girone all'italiana di sola andata. Le prime quattro di ogni girone parteciparono ai play-off. Le squadre quinte classificate disputarono uno spareggio per decidere l'ultima classificata che doveva giocarsi lo spareggio con la vincitrice della Coppa del Brasile per determinare la squadra che parteciperà al campionato del 2012.
| Gruppo Giallo | Gruppo Verde |
| ------------- | ------------ |
| São José      | Desterro     |
| SPAC          | Pasteur      |
| Niterói       | Bandeirantes |
| Rio Branco    | Curitiba     |
| Farrapos      | BH Rugby     |

## Girone Giallo

### 1 Giornata
| São José dos Campos 30 luglio 2011 | São José | 58 – 17 | Farrapos |  |

| San Paolo (Brasile) 30 luglio 2011 | SPAC | 8 – 13 | Rio Branco |  |

### 2 Giornata
| Niterói 13 agosto 2011 | Niterói | 3 – 25 | São José |  |

| Bento Gonçalves 13 agosto 2011 | Farrapos | 12 – 20 | Rio Branco |  |

### 3 Giornata
| San Paolo (Brasile) 20 agosto 2011 | Rio Branco | 15 – 3 | Niterói |  |

| Bento Gonçalves 20 agosto 2011 | Farrapos | 16 – 25 | SPAC |  |

### 4 Giornata
| São José dos Campos 3 settembre 2011 | São José | 15 – 10 | SPAC |  |

| Niterói 3 settembre 2011 | Niterói | 16 – 27 | Farrapos |  |

### 5 Giornata
| São José dos Campos 10 settembre 2011 | São José | 25 – 10 | Rio Branco |  |

| San Paolo (Brasile) 10 settembre 2011 | SPAC | 19 – 5 | Niterói |  |

### Classifica
| Squadra    | PT | G | V | N | P | 4+ | 7- | PF  | PS  | DP  |
| ---------- | -- | - | - | - | - | -- | -- | --- | --- | --- |
| São José   | 17 | 4 | 4 | 0 | 0 | 1  | 0  | 123 | 40  | +3  |
| Rio Branco | 12 | 4 | 3 | 0 | 1 | 0  | 0  | 58  | 48  | +10 |
| SPAC       | 10 | 4 | 2 | 0 | 2 | 0  | 2  | 62  | 49  | +13 |
| Farrapos   | 5  | 4 | 1 | 0 | 3 | 1  | 0  | 72  | 119 | -47 |
| Niterói    | 0  | 4 | 0 | 0 | 4 | 0  | 0  | 25  | 99  | -74 |

## Girone Verde

### 1 Giornata
| San Paolo (Brasile) 30 luglio 2011 | BH Rugby | 17 – 58 | Desterro |  |

| San Paolo (Brasile) 30 luglio 2011 | Pasteur | 21 – 3 | Curitiba |  |

### 2 Giornata
| Florianopolis 13 agosto 2011 | Desterro | 15 – 34 | Bandeirantes |  |

| Curitiba 13 agosto 2011 | Curitiba | 37 – 25 | BH Rugby |  |

### 3 Giornata
| San Paolo (Brasile) 20 agosto 2011 | Bandeirantes | 42 – 10 | Curitiba |  |

| San Paolo (Brasile) 20 agosto 2011 | BH Rugby | 15 – 24 | Pasteur |  |

### 4 Giornata
| Florianopolis 3 settembre 2011 | Desterro | 28 – 20 | Pasteur |  |

| San Paolo (Brasile) 3 settembre 2011 | Bandeirantes | 63 – 17 | BH Rugby |  |

### 5 Giornata
| Curitiba 10 settembre 2011 | Curitiba | 21 – 26 | Desterro |  |

| San Paolo (Brasile) 10 settembre 2011 | Pasteur | 3 – 48 | Bandeirantes |  |

### Classifica
| EQUIPES      | PT | J | V | E | D | 4+ | 7- | PP  | PC  | SP   |
| ------------ | -- | - | - | - | - | -- | -- | --- | --- | ---- |
| Bandeirantes | 20 | 4 | 4 | 0 | 0 | 4  | 0  | 185 | 45  | +140 |
| Desterro     | 14 | 4 | 3 | 0 | 1 | 2  | 0  | 127 | 90  | +37  |
| Pasteur      | 10 | 4 | 2 | 0 | 2 | 2  | 0  | 68  | 94  | -26  |
| Curitiba     | 6  | 4 | 1 | 0 | 3 | 1  | 1  | 71  | 114 | -42  |
| BH Rugby     | 0  | 4 | 0 | 0 | 4 | 0  | 0  | 74  | 182 | -108 |

## Fase finale
|  | Quarti di finale | Quarti di finale | Quarti di finale |              |              | Semifinali   | Semifinali | Semifinali |      |                 | Finale          | Finale          | Finale |  |
|  |                  |                  |                  |              |              |              |            |            |      |                 |                 |                 |        |  |
|  | 1G               | São José         | 48               |              |              |              |            |            |      |                 |                 |                 |        |  |
|  | 1G               | São José         | 48               |              |              |              |            |            |      |                 |                 |                 |        |  |
|  | 4V               | Curitiba         | 11               |              |              |              |            |            |      |                 |                 |                 |        |  |
|  | 4V               | Curitiba         | 11               |              | São José     | São José     | 17         |            |      |                 |                 |                 |        |  |
|  |                  |                  |                  |              | São José     | São José     | 17         |            |      |                 |                 |                 |        |  |
|  |                  |                  | SPAC             | SPAC         | 12           |              |            |            |      |                 |                 |                 |        |  |
|  | 2V               | Desterro         | SPAC             | SPAC         | 12           | 3            |            |            |      |                 |                 |                 |        |  |
|  | 2V               | Desterro         |                  |              |              |              |            |            |      |                 |                 |                 |        |  |
|  | 3G               | SPAC             | 8                |              |              |              |            |            |      |                 |                 |                 |        |  |
|  | 3G               | SPAC             | 8                |              | São José     | São José     | 20         |            |      |                 |                 |                 |        |  |
|  |                  |                  |                  |              |              |              |            |            |      |                 |                 |                 |        |  |
|  |                  |                  | Bandeirantes     | Bandeirantes | 15           |              |            |            |      |                 |                 |                 |        |  |
|  | 1V               | Bandeirantes     | Bandeirantes     | Bandeirantes | 15           | 44           |            |            |      |                 |                 |                 |        |  |
|  | 1V               | Bandeirantes     |                  |              |              | 44           |            |            |      |                 |                 |                 |        |  |
|  | 4G               | Farrapos         | 19               |              |              |              |            |            |      |                 |                 |                 |        |  |
|  | 4G               | Farrapos         | 19               |              | Bandeirantes | Bandeirantes | 20         |            |      | Finale 3º posto | Finale 3º posto | Finale 3º posto |        |  |
|  |                  |                  |                  |              | Bandeirantes | Bandeirantes | 20         |            |      |                 |                 |                 |        |  |
|  |                  |                  | Pasteur          | Pasteur      | 13           |              |            |            |      |                 |                 |                 |        |  |
|  | 2G               | Rio Branco       | Pasteur          | Pasteur      | 13           | 10           |            |            | SPAC | SPAC            | 27              |                 |        |  |
|  | 2G               | Rio Branco       |                  |              |              |              |            |            | SPAC | SPAC            | 27              |                 |        |  |
|  | 3V               | Pasteur          | 11               |              |              | Pasteur      | Pasteur    | 10         |      |                 |                 |                 |        |  |

### Quarti di finale
| São José dos Campos 24 settembre 2011 | São José | 48 – 11 | Curitiba |  |

| Florianopolis 24 settembre 2011 | Desterro | 3 – 8 | SPAC |  |

| San Paolo (Brasile) 24 settembre 2011 | Bandeirantes | 19 – 10 | Farrapos |  |

| San Paolo (Brasile) 24 settembre 2011 | Rio Branco | 10 – 11 | Pasteur |  |

### Spareggio 9º posto
| Nova Lima 24 settembre 2011 | BH Rugby | 23 – 10 | Niterói |  |

### Semifinali 5º-8º posto
| Florianópolis 12 novembre 2011 | Desterro | 37 – 9 | Curitiba | Campo das Dunas |

| São Roque 12 novembre 2011 | Rio Branco | 17 – 10 | Farrapos | Campo Sindic. Hotéis Restaurantes |

### Semifinali
| Embu das Artes 12 novembre 2011 | São José | 17 – 12 | SPAC | Estádio Municipal Hermínio Espósito |

| Embu das Artes 12 novembre 2011 | Bandeirantes | 20 – 13 | Pasteur | Estádio Municipal Hermínio Espósito |

### Finale 7º posto
| Curitiba 19 novembre 2011 | Curitiba | 46 – 5 | Farrapos | Paraná Esporte |

### Finale 5º posto
| Embu das Artes 19 novembre 2011 | Desterro | 32 – 10 | Rio Branco | Estádio Municipal Hermínio Espósito |

### Finale 3º posto
| Embu das Artes 19 novembre 2011 | SPAC | 27 – 10 | Pasteur | Estádio Municipal Hermínio Espósito |

### Finale 1º posto
| Embu das Artes 19 novembre 2011 | São José | 20 – 15 | Bandeirantes | Estádio Municipal Hermínio Espósito |

## Spareggio per l'ammissione al campionato 2012
Spareggio tra l'ultima classificata del Brasileirão e la vincitrice della Coppa del Brasile di rugby 2011 per determinare la squadra che parteciperà al campionato del 2012
| Niterói 5 novembre 2011 | Niterói | 19 – 13 | Ilhabela |  |